# Utedass
- Övre vänster: Dassbänk med tre skithål.
- Övre höger: Stereotypiskt ensitsigt utedass på svensk landsbyggd.
- Undre vänster:Svenskt vägmärke för utedass.
- Undre höger: Utedass med moderna sitsar och lock.

Utedass, dass, uthus, skithus, hemlighus (fornsvenska: hemelikhus) eller avträde, är en form av torrklosett (torrdass), vilken till skillnad från en vattenklosett inte är ansluten till en kloak utan samlar avföringen direkt under sittbänken, vanligen i en tömbar tunna, så kallad dasstunna, skithink, latrinkärl (med mera), men även ibland i ett grävt hål i marken eller en ränna nedför ett stup eller liknande. De utförs främst som avskilda byggnader utanför bostaden men torrdass och avträde förekommer även som innedass. I vissa fall är utedass sammanbyggt med en gödselstack eller svinstia. Ett utedass kan hysa flera sittplatser bredvid varandra utan avskiljande mellanväggar.
Innan vattenklosetten infördes var utedass vanligt förekommande i anslutning till de flesta hushåll och arbetsplatser. Numera förekommer utedass mest i utvecklingsländer och på landsbygden.

## Terminologi och etymologi

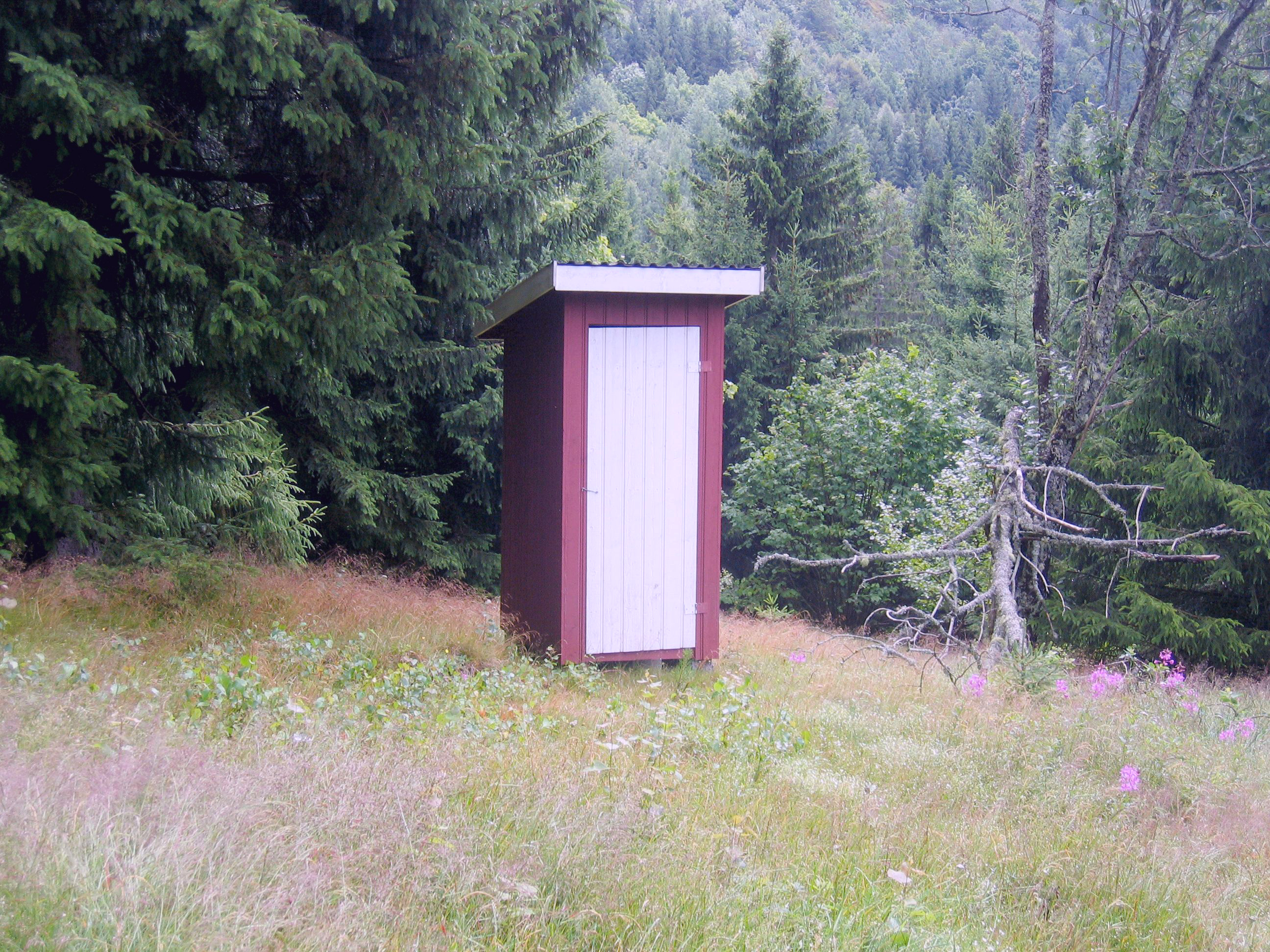
Avskild byggnad för utedass på en sätervall i Norge.

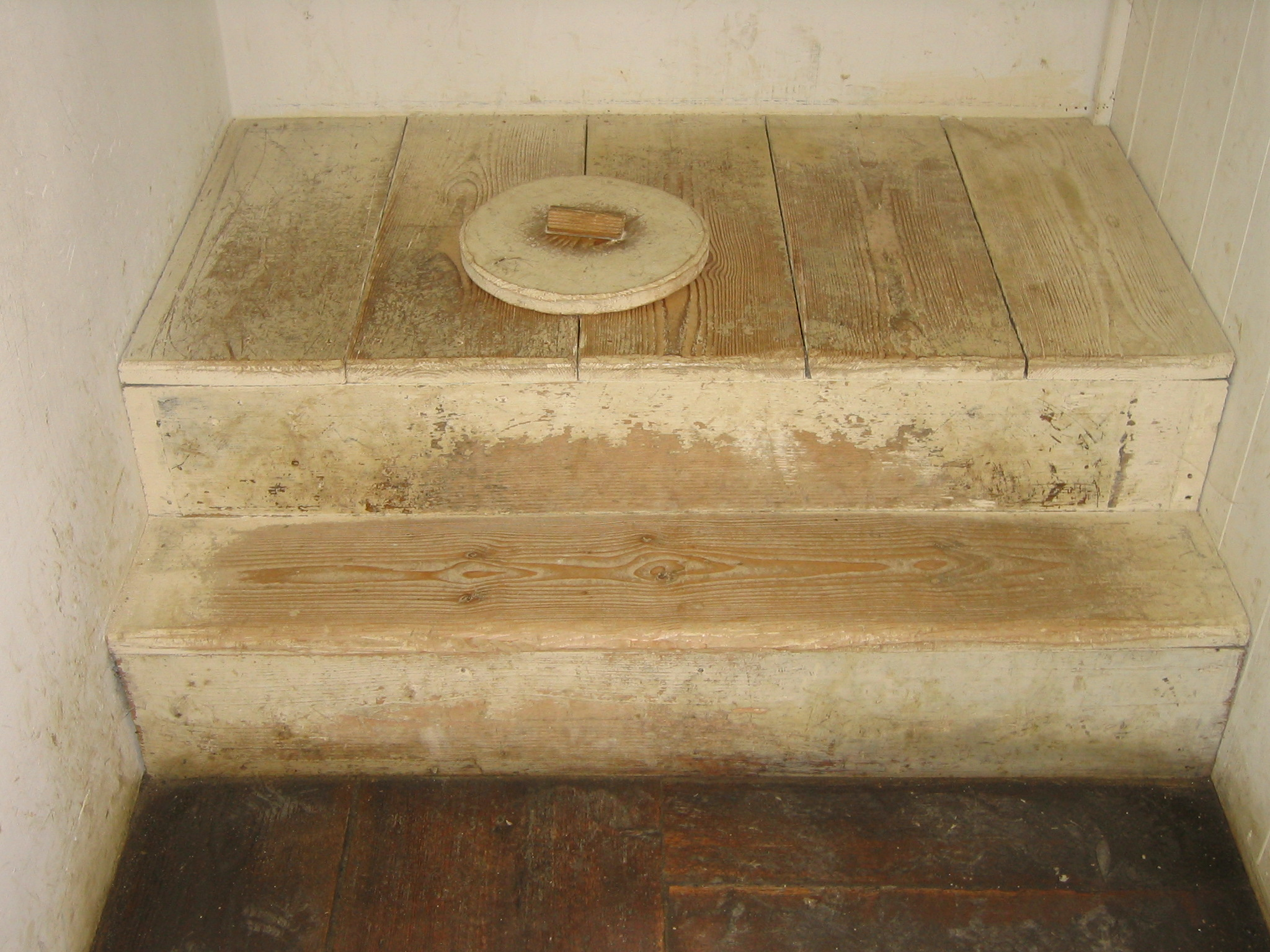
Sittbänk med lock och barnsteg i ett utedass.

På grund av utedassets funktion har det under årens lopp benämnts med ett flertal synonymer och eufemismer. Flertalet är delsynonyma med toalett överlag.
- avträde, avträdeshus – av tyska: Abtritt, ”ställe dit man drager sig tillbaka (för att skita)” (jämför reträtt)[1]
- bajamaja – ett varumärke för ett modernt portabelt utedass som ofta används under utomhusevenemang
- dasshus, dass, utedass, torrdass – av tyska: das Haus, ”huset”[2]
- hemlighus (hemelhus, himmelhus, himmelshus) → huset → skithuset (skithus) – av fornsvenska: hemelikhus, från de förtroligheter mellan människor som utbytts på gamla gemensamma dass, inte av de "hemliga/privata biologiska behov" som utförs[3][4]
- latrin[2] – bland annat i militären, på kartor och i samband med restprodukternas hantering; dasstunnan kallas således latrintunna
- mugg (muggen)[2] – troligen bildligt till dasstunnan
- torrklosett (TC), torrtoalett, torrdass – motsats till vattenklosett (WC);[2] TC används bland annat på byggnadsritningar
- tupp (tuppen), utetupp – finlandssvensk benämning[2]
- utedass, utehus, uthus – av att dass främst byggs utanför hus, samt folketymologiskt låter rumpan vifta "ute" i det fria (jämför engelska: outhouse)

En modern variant är mulltoalett eller multrum, en torrtoalett där restprodukterna inte transporteras bort utan komposteras i uppsamlingsbehållaren. Mulltoaletter av olika slag blev populära i Sverige under 1970-talet.

## Utedass i olika länder

### Sverige

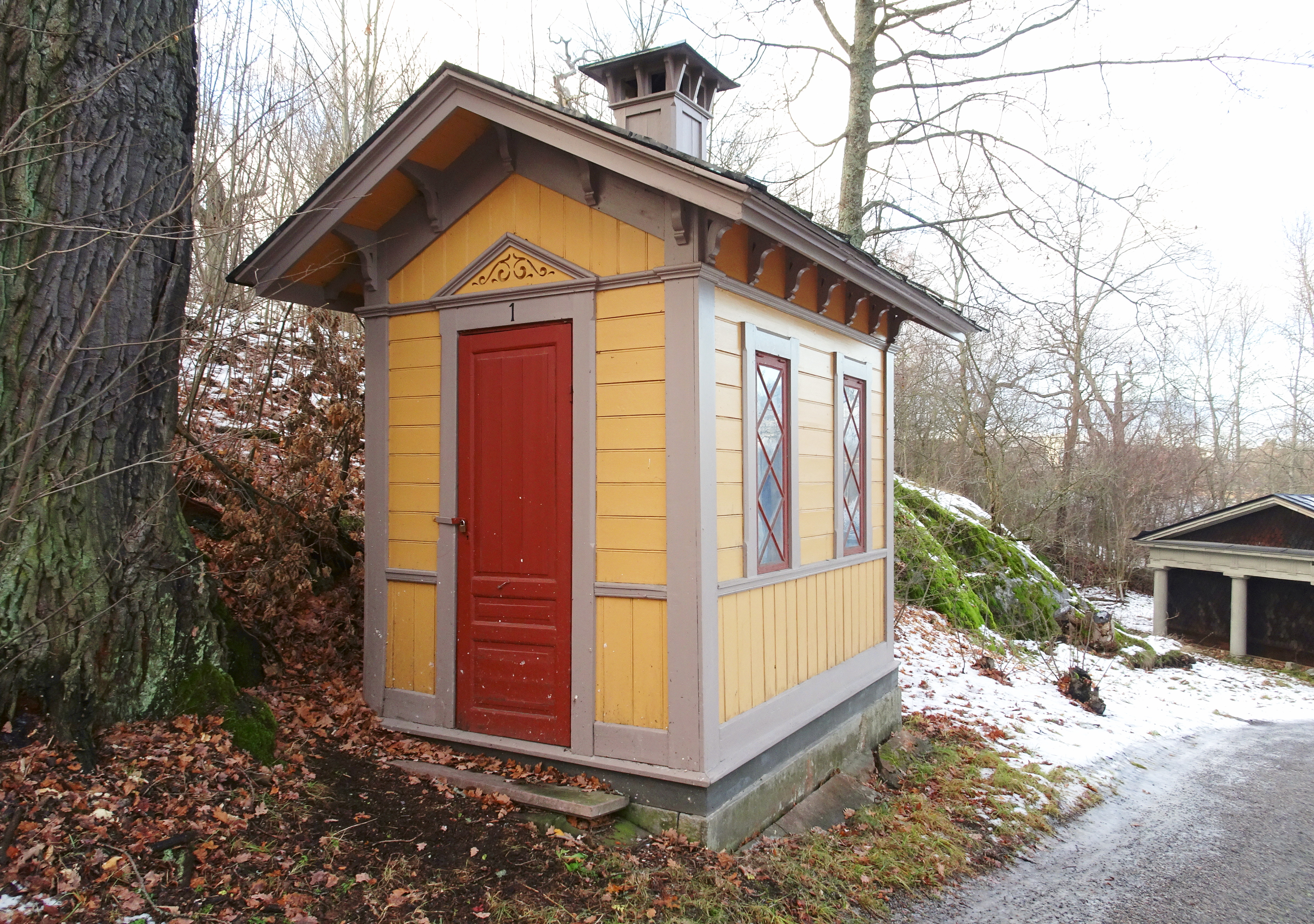
Ett byggnadsminnesmärkt utedass vid Kavaljersflygeln, Rosendals slott.

På landsbygden var utedass ofta sammanbyggt med ladugården för enkel utgödsling direkt på gödselstacken. I de medeltida städerna byggdes utedass ibland in i stenhusen och restprodukterna uppsamlades i latrinkammare under husen. Under 1800-talet och det tidiga 1900-talet fanns det i städerna rader med utedass på innergårdarna, men i samband med industrialiseringen ersattes utedass i nyare fastigheter av vattenklosetter. I äldre fastigheter byggdes garderober och skrubbar om till vattenklosetter, men in på 1990-talet fanns det enstaka hushåll utan vattenklosetter i svenska städer, bland annat i Visby innerstad.
Utedass är fortfarande vanliga i anslutning till sommarstugor och enklare anläggningar utanför stadsplanerat område, exempelvis scoutstugor. Dessa moderna utedass anläggs vanligen som enskilda byggnader, ibland sammanbyggda med vedbod eller övriga uthus. Moderna utedass luktar vanligtvis betydligt mindre än äldre tiders, bland annat för att man numera begagnar torvströ eller annat torrt material dugligt till kompostering och även försöker skilja urin och avföring åt. Korrekt arrangerad ventilation hjälper också mot lukt, och befrämjar komposteringen.
I till exempel Rättviks museum finns modeller från medeltida gårdar där utedasset låg i direkt anslutning till svinstian. På von Echstedtska gården utanför Säffle finns ett dass med vacker rokokoinredning och plats för flera med samma behov.
Gustaf Fröding skrev i diktsamlingen Gralstänk:
- "Något är skönt

- ock i en lus

- ock i ett grönt

- blad bakom ett hemlighus"

### Australien

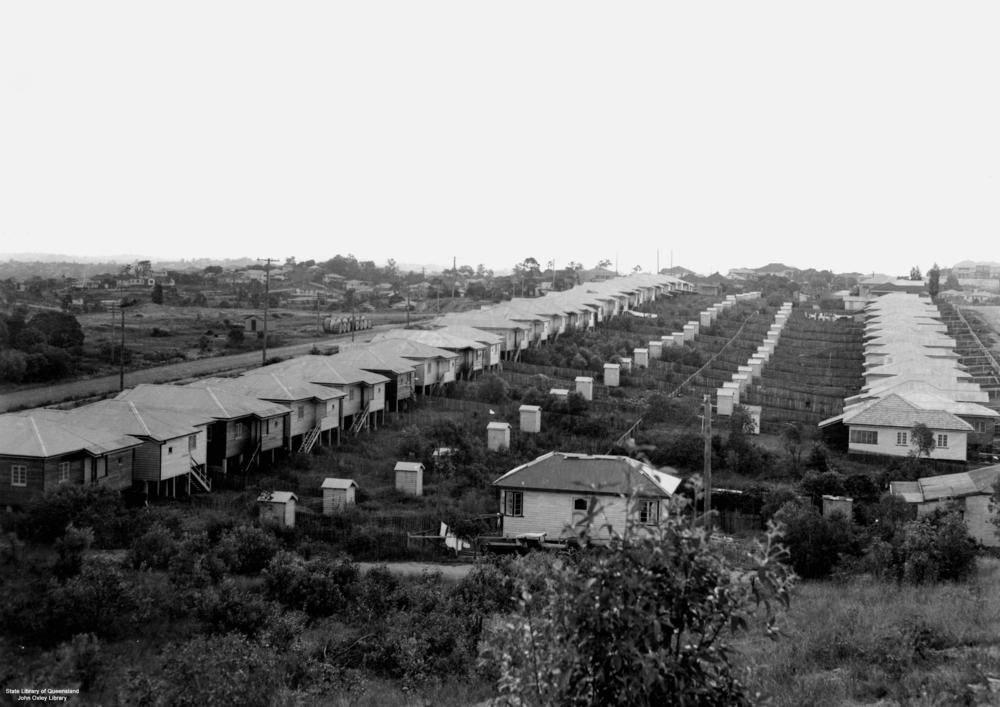
Förort i Brisbane 1950 med utedass bakom varje hus.

Utedass har varit vanliga även i industrialiserade länder. Många villakvarter i Brisbane i Australien saknade kloaker fram till 1970-talet.

### Indien
I Goa i Indien förekommer utedass i anslutning till svinstiorna, så kallade pig-toilets.

### Tyskland
I Tyskland fanns dass i ringform, antingen riktade så de skitande blickade mot varandra eller ifrån varandra.[källa behövs]

### USA
I USA, särskilt de södra delarna, kunde ett besök på ett utedass vara ganska riskfyllt, eftersom flugorna lockade till sig den mycket giftiga spindelarten svart änka som kunde bita besökarna.[källa behövs]

## Bilder

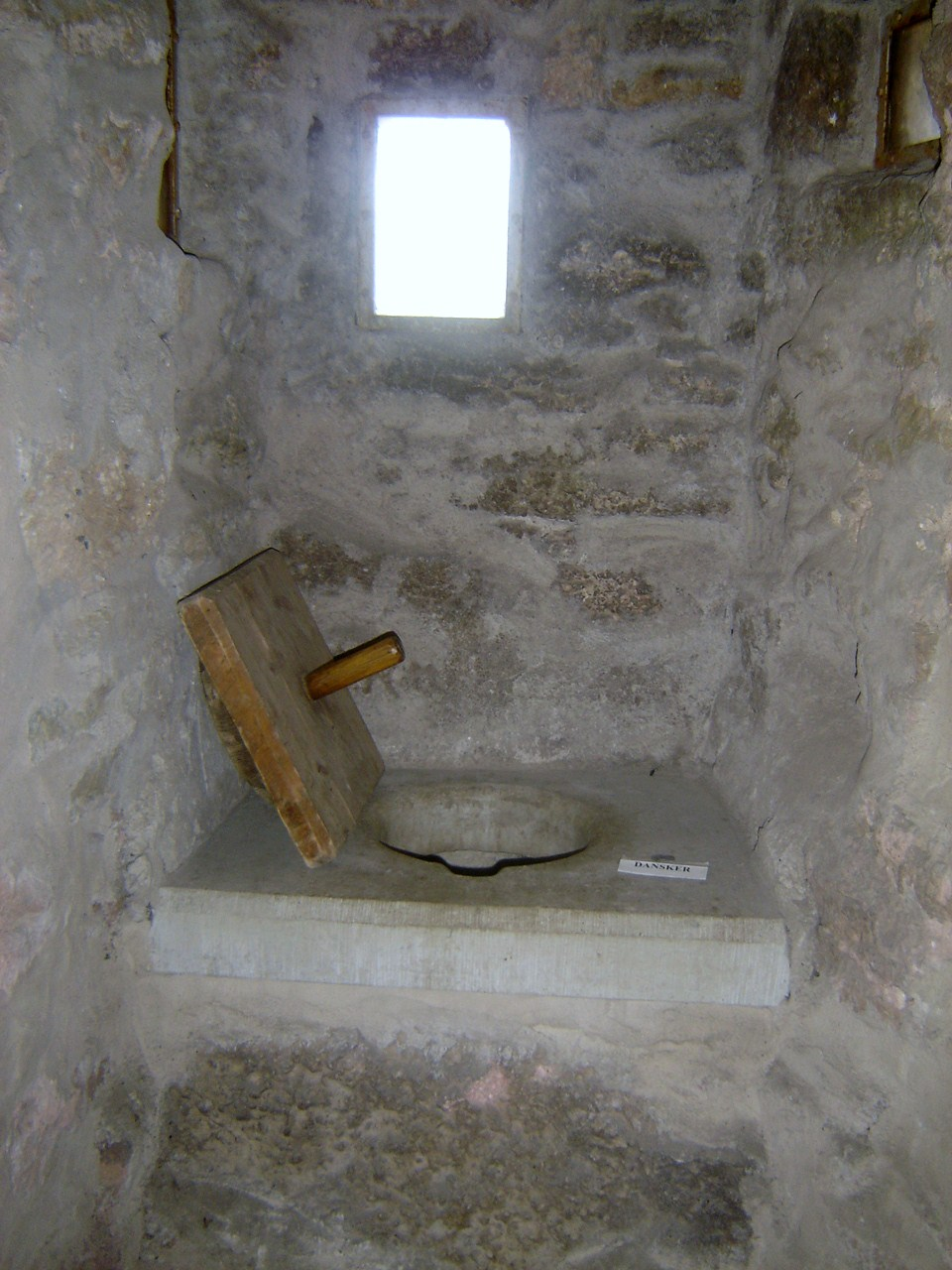
Dass i ett medeltida slott från insidan.
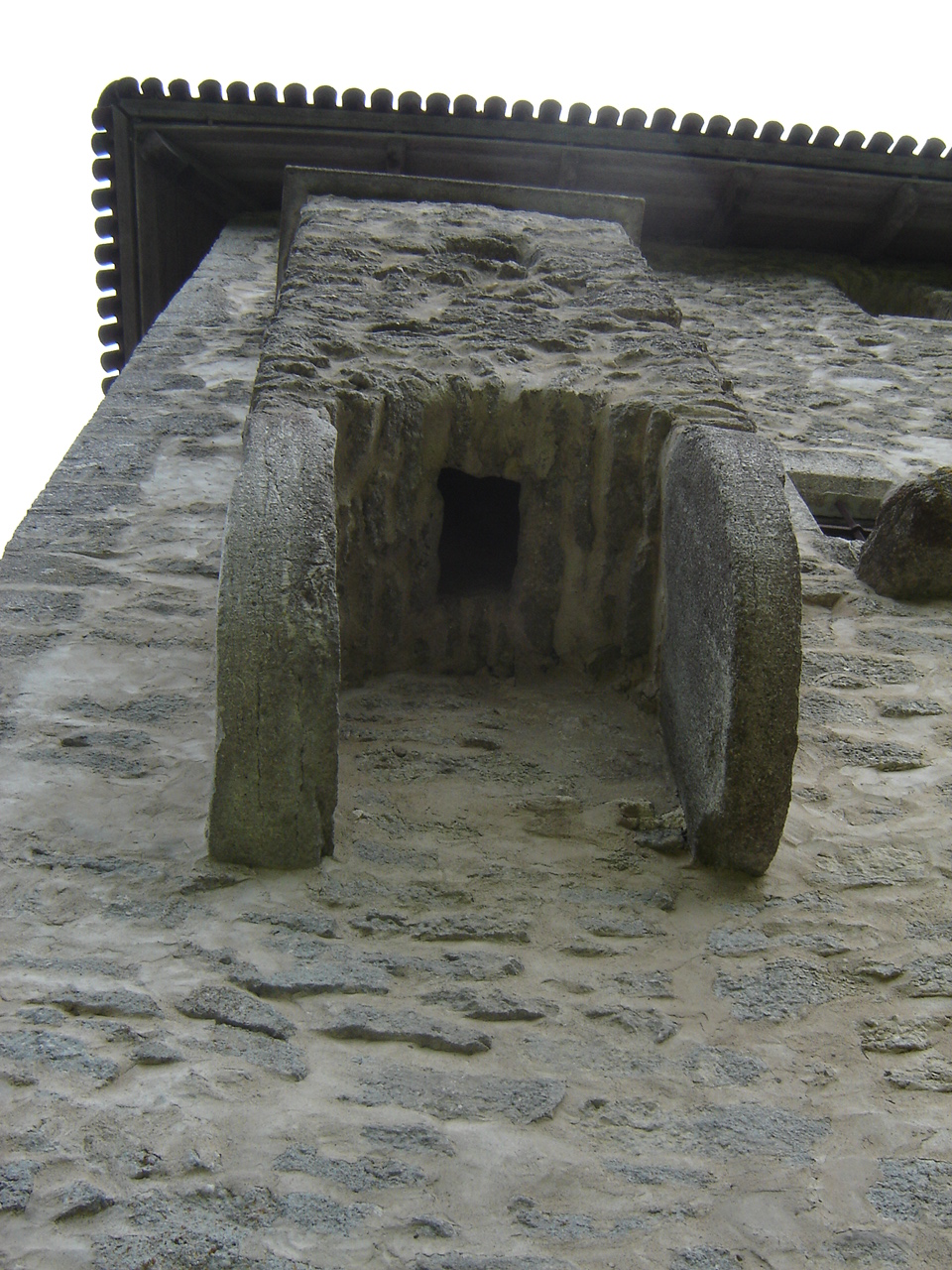
Dass i ett medeltida slott från utsidan.
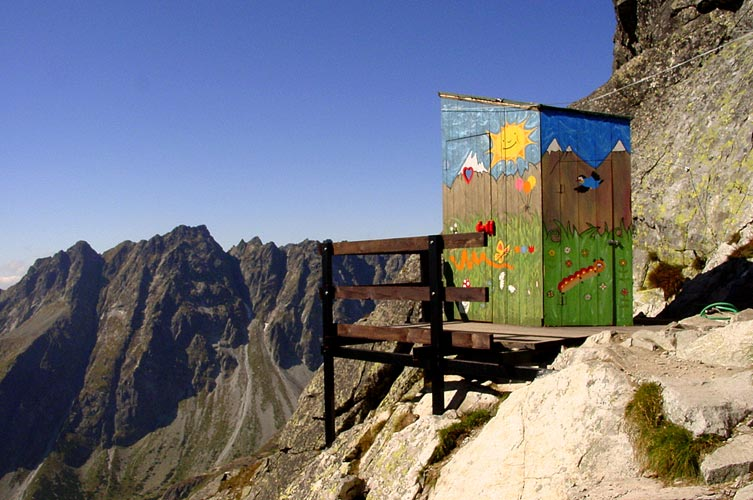
Utedass vid turiststugan Chata pod Rysmi, Rysy, Slovakien.

## Vidare information